# پاک سوزوکی موتورز
پاک سوزوکی موتورز (انگلیسی: Pak Suzuki Motors) شرکت خودروسازی پاکستانی است، که در سال ۱۹۸۳ توسط شرکت سوزوکی تأسیس شد.